# Mary du Caurroy Tribe
Mary Du Caurroy Tribe, duchessa di Bedford (Stockbridge, 26 settembre 1865 – Great Yarmouth, 22 marzo 1937), è stata un'aviatrice e ornitologa inglese.

## Biografia

### I primi anni e il matrimonio
Mary nacque a Stockbridge, nell'Hampshire, figlia di Walter Harry Tribe, arcidiacono anglicano di Lahore.
Il 31 gennaio 1888, sposò Lord Herbrand Russell a Barrackpore, in India e dal 1893, quando il marito ereditò il titolo di duca di Bedford dal fratello morto senza eredi, ella divenne duchessa di Bedford.

### Lavoro e attivismo
Uno dei settori principali di organizzazione e di lavoro che la duchessa fondò furono quattro ospedali a Woburn e nel parco del Woburn Abbey. La struttura principale è stato l'Ospedale che lei finanziò e fece costruire nel 1914, e dove lavorato come infermiera e tecnico di radiologia fino al 1930.
La duchessa era un collezionista e osservatrice di uccelli, e prese un interesse per la migrazione degli uccelli. Tra il 1909 e il 1914 ha trascorso molto tempo sull'isola di Fair, spesso in compagnia di William Eagle Clarke . Il suo diario, intitolato "A Bird-watcher" è stato pubblicato privatamente nel 1938 dopo la sua morte.
Era un membro della Lega della Resistenza fiscale delle donne, un gruppo associato all' Unione sociale e politica delle donne che ha usato la resistenza fiscale per protestare contro la privazione dei diritti civili delle donne inglesi durante il movimento del suffragio femminile.

### Aviazione
Negli ultimi anni la duchessa si avvicinò al mondo dell'aviazione il quale, sostenne, riuscì a darle un po' di sollievo dall'acufene anche se alla fine non poté evitare la completa sordità.
Il 2 agosto 1929 fu promotrice del raid aereo Inghilterra-India-Inghilterra che, a bordo del suo monomotore Fokker F.VII (marche G-EBTS "Princess Xenia" ma che lei ribattezzò "The Spider" (Il ragno) per la sua tenacia), percorse il volo record di 10 000 mi dall'Aeroporto di Lympne, nel Kent, all'India con scalo all'Aerodromo (Drigh Road) di Karachi per poi fare ritorno in patria all'Aeroporto di Croydon in otto giorni. Oltre alla duchessa l'equipaggio era composto dal suo pilota personale, il capitano Charles Douglas Barnard, e dal meccanico di bordo Robert (Bob) Little
L'8 aprile 1930 intraprese il suo primo volo da solista ai comandi del suo de Havilland DH.60G Moth marche G-AAAO. Solo due giorni più tardi, il successivo 10 aprile, sempre con l'aiuto del suo pilota di fiducia capitano Barnard, intraprese un nuovo raid aereo alla ricerca di un nuovo primato di volo a tappe, partendo dall'aerodromo di Lympne e raggiungendo Città del Capo percorrendo la rotta di 9 000 mi in 100 ore di volo distribuite in più di 10 giorni.

### La tragica fine
La duchessa morì nel 1937, all'età di 71 anni, dopo aver lasciato Woburn Abbey. Il suo de Havilland DH.60GIII Moth (G-ACUR), si inabissò nel Mare del Nord vicino a Great Yarmouth. Il suo corpo non fu mai ritrovato.

## Matrimonio e figli
Il 31 gennaio 1888, sposò Lord Herbrand Russell a Barrackpore, in India, dal quale ebbe un figlio:
- Hastings (21 dicembre 1888 - 9 ottobre 1953);